# Dryobates pubescens
El pico pubescente (Dryobates pubescens), también conocido como carpintero peludo o carpintero velloso menor, es una especie de ave piciforme de la familia Picidae propia de Norteamérica. 

## Descripción
Las aves de esta especie están entre los más pequeños pájaros carpinteros de América del Norte. La longitud total de la especie varía de entre 14 y 18 cm, la envergadura de 25 a 31 cm y la masa corporal de entre 20 y 33 g. Las mediciones estándar son las siguientes: la cuerda alar es de 8,5 a 10 cm, la cola de 4 a 6 cm, el pico de 1 a 1,8 cm y el tarso de 1,1 a 1,7 cm.
Esta ave es principalmente negra en las partes superiores, las alas son negras con manchas blancas, la parte posterior, la garganta y el vientre son de color blanco. Tiene una barra blanca sobre el ojo y otra por debajo. La cola es negra con las plumas exteriores de color blanco barradas de negro. Los machos adultos tienen un parche rojo en la parte posterior de la cabeza, mientras que las aves jóvenes muestran un capucha roja.

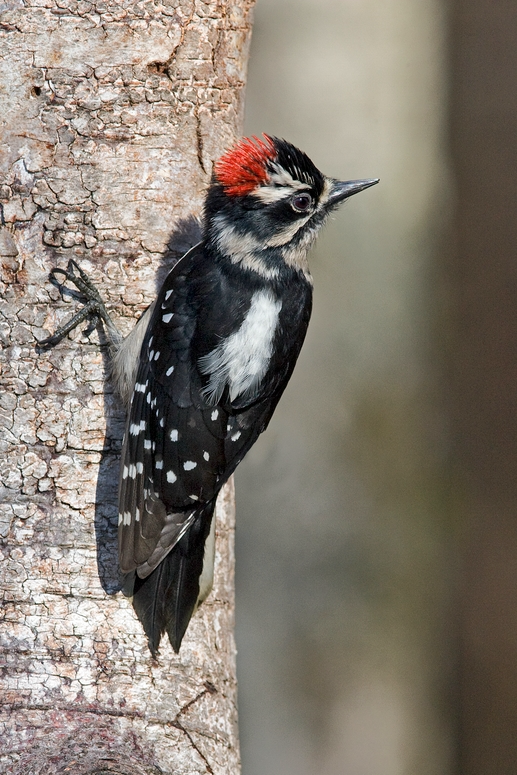
Macho

Es prácticamente idéntico en el patrón de plumaje al mucho más grande pico velloso (Leuconotopicus villosus), pero se distingue de este por la presencia de manchas negras en las plumas blancas de la cola y en la longitud del pico. El pico del carpintero pubescente es más corto que su cabeza, mientras que el pico del carpintero velloso es aproximadamente igual a la longitud de la cabeza.
Al igual que otros pájaros carpinteros, también produce un sonido de percusión con su pico cuando picotea los árboles. En comparación con otras especies norteamericanas sus tamborileos son lentos.

## Taxonomía
A pesar de su gran parecido, los carpinteros velloso y pubescente no están relacionados, y son propensos a ser separados en diferentes géneros; la similitud exterior es un espectacular ejemplo de evolución convergente. El por qué han evolucionado de esta manera no se puede explicar con certeza; ya que puede ser relevante que la especie explote diferentes tamaños de alimentos y no compitan mucho ecológicamente.

## Ecología y comportamiento
Su hábitat de cría son las zonas arboladas, principalmente de hoja caduca, en la mayor parte de América del Norte. Anidan en una cavidad excavada en el tronco de un árbol muerto o en una rama.
Estas aves son principalmente residentes permanentes. Las aves del norte suelen migrar más al sur durante el invierno y las aves en las zonas montañosas pueden trasladarse a zonas más bajas. Durante el invierno descansan en cavidades en los árboles.
Para alimentarse forrajea en los árboles, recogiendo de la superficie de la corteza en verano y cavando más profundo en invierno. Comen principalmente insectos, también semillas y bayas. En invierno, sobre todo, pueden encontrarse a menudo en patios de casas suburbanas con árboles y se alimentan de semillas en los comederos para aves.

## Subespecies
Se reconocen siete subespecies:
- D. p. fumidus (Maynard, 1889)
- D. p. gairdnerii (Audubon, 1839)
- D. p. glacialis (Grinnell, 1910)
- D. p. leucurus (Hartlaub, 1852)
- D. p. medianus (Swainson, 1832)
- D. p. pubescens (Linnaeus, 1766)
- D. p. turati (Malherbe, 1860)